# Anton Harrison
Anton Christopher Harrison (Washington, 2 febbraio 2002) è un giocatore di football americano statunitense che milita nel ruolo di offensive tackle per i Jacksonville Jaguars della National Football League (NFL).

## Carriera universitaria
Harrison al college giocò a football a Oklahoma dal 2020 al 2022. Nel 2021 fu inserito nella seconda formazione ideale della Big Ten Conference mentre nella successiva fu inserito nella prima e premiato come All-American.

## Carriera professionistica
Harrison fu scelto nel corso del primo giro (ventisettesimo assoluto) del Draft NFL 2023 dai Jacksonville Jaguars. Debuttò come professionista partendo come titolare nella gara del primo turno vinta contro gli Indianapolis Colts. La sua prima stagione si chiuse disputando tutte le 17 partite come titolare.